# Castelo Branco (Mogadouro)
Castelo Branco é uma povoação portuguesa sede da Freguesia de Castelo Branco do Município de Mogadouro, freguesia com 54,57 km² de área e 330 habitantes (censo de 2021), tendo, por isso, uma densidade populacional de 6 hab./km².
Castelo Branco está situada a 12 km para sudoeste da sede municipal, com acesso pela EN 221. Situa-se a norte da Serra de Lagoaça e perto da margem direita do rio Douro.

## História
Castelo Branco de Mogadouro é terra de antigas e nobres tradições, com passado histórico-social muito importante, sobretudo na Idade Média e depois da intervenção do rei D. Dinis em 1319. As suas origens distam no tempo. Segundo narram os historiadores, e todos são concordantes neste aspecto, Castelo Branco não nasceu aí, mas junto à capela de Nossa Senhora da Vila Velha que está localizada a 1,5 km a noroeste da aldeia no "Cabeço dos Mouros" ou "Preijal" como chamam os antigos. Temos presentes e visíveis até nossos dias, vestígios de um castro com indícios de ser romanizado a julgar pelo espólio encontrado, moedas e várias antiguidades. As histórias populares associaram com paixão e carinho este lugar várias lendas de "mouras encantadas".
Foi Comenda dos Templários, passando em 1311, a Comenda da Ordem de Cristo. A igreja que os visitadores viram está hoje afastada da povoação, num cabeço chamado "Vila Velha". Mantém os três portais manuelinos, muito simples e uma inscrição evocativa de uma reforma em 1501. Terá aí nascido Castelo Branco. Junto à capela há ainda restos da antiga habitação dos antigos comendadores. As peregrinações feitas para ouvir missa nessa capela deram origem à povoação de Castelo Branco. A capela é o que restou do santuário de certo renome que possivelmente foi responsável pela cristianização do povoado das minas do castro luso-romano existentes na região. Pertenceu ao termo de Santa Maria de Castelo Branco, então uma notável e desenvolvida comenda hospitalária. Foi mencionada em carta de foral e concedida pelo rei D. Manuel I de Portugal à Bemposta em 1512.
A lenda como sucede em todas as ruínas das civilizações extintas poetizou-as. Assim, segundo ela, os povos de Alfândega da Fé, localizada a 25 km distantes, vinham ouvir missa à capela da Nossa Senhora da Vila Velha e, como a viagem era longa descansavam e comiam as merendas num ameno vale onde depois alguns devotos estabeleceram residência, dando assim origem à actual povoação de Valverde.
O tempo apagou a narrativa e o motivo que fez a aldeia mudar de lugar para o local actual.
Embora seja Mogadouro a Capital do Cogumelo, o facto é que é em Castelo Branco onde eles crescem em maior número e da mais fina qualidade. Rocos ou róculos (Macrolepiota procera), sanchas (lactarius deliciosus), míscaros (Boletus edulis) são facilmente encontrados e em grandes quantidades nas épocas certas.

## Demografia
Nota: Por decreto de 28/07/1883 a freguesia de Estevais foi anexada a esta freguesia. Pelo decreto lei nº 27.424, de 31/12/1936, a freguesia de Estevais passou a fazer parte desta freguesia.
A população registada nos censos foi:
| Ano  | 0-14 Anos | 15-24 Anos | 25-64 Anos | > 65 Anos |
| 2001 | 43        | 50         | 249        | 198       |
| 2011 | 26        | 20         | 193        | 210       |
| 2021 | 17        | 19         | 118        | 176       |

## Aldeias
A freguesia é composta por três aldeias:
- Castelo Branco - 297 habitantes em 2011
- Estevais - 97 habitantes em 2011
- Quintas das Quebradas - 55 habitantes em 2011[7]

## Património
- Palácio dos Pimentéis ou Solar dos Pimentéis– de planta rectangular – foi erguida certamente já na segunda metade do século XVIII, como parecem indicar certos elementos decorativos, particularmente as molduras das janelas, que ostentam parapeitos de brincos e o remate ondulado, caracteristicamente barroco, imprimindo movimento à composição. Os pináculos que coroam os cunhais indicam mesmo época bastante avançada para a construção da casa. Esta ostenta uma imponente fachada, articulada com largas pilastras, de bases pesadas e muito salientes, num tipo muito corrente no Norte por esta época" … "A mansarda central – outro indício da época relativamente avançada – conserva, entre as duas janelas, o grande brasão, magnífica peça heráldica."um dos mais elegantes edifícios do Distrito de Bragança, este solar com um brasão em granito clássico adquirido em 1795 data dos meados do século XVIII.
- Ponte Romana - Ponte velha de Castelo Branco Mogadouro - A ponte tem a cesso pela estrada EN 221 (Mogadouro - Freixo Espada-à-Cinta), no caminho velho à entrada da aldeia do lado. Está junto da capela de São João tendo algumas casas de habitação nas proximidades. Para montante tem um pontão por onde passa a EN 221. Época Construção: Idade Média/Idade Moderna. Ponte de tabuleiro horizontal sobre dois arcos redondos iguais.[8] Construção de silhares de granito, do lado esquerdo, e de alvenaria de xisto no encontro direito. As aduelas dos arcos são em granito mostrando-se largas e curtas com extradorso pouco regular. Tem contraforte no pegão com talhamar triangular não possuindo talhante. Não conserva as guardas. O pavimento é de lajes de granito, no troço central, e de calçada de godos nas entradas. Mostra nos arcos as cavidades dos agulheiros. Tipologia: Arquitectura civil pública, medieval e moderna. Ponte medieval reconstruída, de tabuleiro horizontal sobre dois arcos redondos iguais. Parece seguir o mesmo modelo que a vizinha ponte de Vilarinho dos Galegos. Características Particulares: Parece ter sofrido muitas obras de reconstrução patentes nos diferentes tipos de aparelho de construção e de revestimento do pavimento. Dados Técnicos: Estrutura mista. Materiais: Granito, aduelas e silhares; xisto, alvenaria..[9]
- Igreja Matriz de Castelo Branco / Igreja de Nossa Senhora da Assunção– A actual igreja substituiu uma outra, muito antiga que devia remontar ao século XII. Uma das primeiras informações que temos sobre a mesma, data do início do século XVI. No interior da Igreja quase tudo se conserva igual à remodelação efectuada em 1793. Tem uma nave única, rectangular e dividida em três tramos por dois arcos de diafragma. O arco triunfal divide a nave da capela-mor característica que era usual sobretudo nas igrejas mais ricas da diocese. No exterior conserva ainda uma cruz de gomos que provavelmente é quinhentista.
- Capela de Nossa Sr.ª da Vila Velha – Santuário de um culto muito antigo que a julgar pelo espólio ali encontrado cristianiza as ruínas de um Castro Luso – Romano ali existente.
- Fontes Romanas e Pontes Romanas na freguesia e aldeias anexas.
- Ponte da Quinta das Quebradas
- Igreja de Estevais
- Capela de Nossa Senhora das Graças
- Fontes em Castelo Branco
- Atalaia do Pendão
- Povoado de Casas de Baixo / Povoado de Estevais

## Festividades
- Nossa Senhora de Fátima (13 de maio)
- São Bernardino de Siena (20 de maio)
- São Lourenço (10 de agosto)
- Nossa Senhora da Vila Velha (12 de setembro)
- São Miguel Arcanjo (29 de setembro)

## Artesanato
- Miniaturas em madeira
- Estatuetas em gesso
- Tapeçaria
- Colchas em lã e linho
- Rendas e bordados regionais

## Gastronomia
- Enchidos: alheiras, linguiça, salpicão, bulho, chouriço preto
- Carnes: porco, vitela, cabrito, borrego, coelho, lebre, perdiz
- Vinho tinto e vinho branco
- Aguardente bagaceira
- Jeropiga
- Folar
- Rosquilhas
- Suspiros
- Económicos
- Milhos
- Casulas
- Bolo preto
- Pão-de-ló
- Rabanadas
- Bolas de sertã
- Pão de trigo e pão de centeio
- Sopas chises
- Posta de vitela

## Figuras Ilustres
- Coronel Albino Pereira Lopo, nascido na aldeia dos Estevais, pioneiro na arqueologia em Portugal e fundador do Museu de Arqueologia de Bragança (Museu Abade Baçal)
- José Rentes de Carvalho, apesar de ter nascido em Vila Nova de Gaia, tem descendência de pais transmontanos, da aldeia dos Estevais.